# أنطونيو بونت
أنطونيو بونت (بالإسبانية: Antonio Bonet Silvestre)‏ هو لاعب كرة قدم ومدرب كرة قدم إسباني، ولد في 14 أغسطس 1908 في كاودايل في إسبانيا، وتوفي في مارس 1993. لعب مع ريال مدريد ونادي غرناطة.

## وصلات خارجية
- أنطونيو بونت على موقع قاعدة بيانات كرة القدم.إي يو (الإنجليزية)